# دیه‌گو و من
دیِه‌گو و من (به اسپانیایی: Diego y yo) یک نقاشی رنگ روغن توسط هنرمند مکزیکی فریدا کالو است که در سال ۱۹۴۹ منتشر شد.
در نوامبر ۲۰۲۱، در حراجی در نیویورک به قیمت ۳۴٫۹ میلیون دلار آمریکا فروخته شد که یک رکورد برای یک اثر کالو و یک اثر آمریکای لاتین است.